# Военно-воздушная инженерная академия имени Шахида Саттари
Военно-воздушная инженерная академия имени Шахида Саттари (перс. دانشگاه علوم و فنون هوایی شهید ستاری‎) — высшее военное учебное заведение осуществлявшее подготовку и переподготовку офицерских и инженерных кадров для Военно-воздушных сил Армии Вооружённых сил Исламской Республики Иран.

## Общие сведения
Военно-воздушная инженерная академия была основана 6 ноября 1988 года  бригадным генералом Мансуром Саттари (1946 — 1995). Военное учебное заведение занимается подготовкой офицерских кадров, летчиков, бортинженеров, специалистов армейских ПВО и ВВС.

## Приём в академию и обучение
Военно-воздушная инженерная академия принимает на обучение курсантов по результатам вступительных экзаменов, проводимых Экзаменационным центром Армии ИРИ. Обучение проводится по обычной схеме высшего образования: лекционные и практические занятия, но с упором на практическую отработку полученных в аудиториях знаний.
Выпускники, успешно закончившие четырёхлетний курс получают степень бакалавра (англ. Bachelor of Science) и звание второго лейтенанта ВВС Армии ИРИ.

## Структура
В состав ВВИА им. Шахида Саттари входят 6 факультетов:
- Лётный факультет
- Факультет аэрокосмической техники
- Факультет ПВО
- Факультет РЭБ
- Факультет информационных и технических систем
- Факультет управления